# 定结县
定结县（藏語：གདིང་སྐྱེས་རྫོང，威利转写：gding skyes rdzong，藏语拼音：Dinggyê Zong）是中华人民共和国西藏自治区日喀则市南部的一个县；藏语中意思是“水底长出”。常住总人口約2.5万人，縣人民政府駐江嘎镇。

## 行政区划
定结县下辖3个镇、7个乡：
江嘎镇、陈塘镇、日屋镇、确布乡、定结乡、多布扎乡、扎西岗乡、琼孜乡、萨尔乡和郭加乡。

## 人口
根據第七次人口普查數據，截至2020年11月1日零時，定結縣常住人口為20362人。

## 交通
- 219国道过境。